# Ampedus carinthiacus
Ampedus carinthiacus is een keversoort uit de familie kniptorren (Elateridae). De wetenschappelijke naam van de soort is voor het eerst geldig gepubliceerd in 1984 door Bouwer.